# August von Pelzeln
August von Pelzeln (10. květen 1825 Praha – 2. září 1891 Vídeň) byl český a rakouský zoolog a ornitolog.

## Životopis
Byl vnukem spisovatelky Karolíny Pichlerové, která ho i vychovávala. Vystudoval zoologii na Vídeňské univerzitě a poté, od roku 1851, pracoval jako asistent Karla Morize Diesinga v tzv. Hof-Naturalien-Cabinetu, jedné z institucí, která se stala základem dnešního Přírodovědného muzea ve Vídni. V roce 1857 se stal kurátorem sbírek, jeho úkolem bylo především zpracování sbírky ptáků, kterou ze svých výprav do Brazílie přivezl Johann Natterer. Jako první popsal druhy Phacellodomus ferrugineigula, Schistocichla leucostigma, Crypturellus erythropus, Tinamus guttatus, Sclerurus rufigularis, Tolmomyias assimilis či Xenicus gilviventris.

## Ocenění
Otto Finsch pojmenoval na Pelzelnovu počest špačka ponapského (Aplonis pelzelni), Gustav Hartlaub zase potápku madagaskarskou (Tachybaptus pelzelnii).
Dalšími druhy pojmenovanými po Augustovi von Pelzeln jsou:
- Gazella pelzelni
- Thamnophilus pelzelni
- Ploceus pelzelni
- Granatellus pelzelni
- Elaenia pelzelni
- Myrmeciza pelzelni
- Pseudotriccus pelzelni.

## Dílo
- Vögel. Aus der Koiserlich-Königlichen Hofund Staatsdruckerei, Wien 1865 doi:10.5962/bhl.title.14204
- Zur Ornithologie Brasiliens. A. Pichler’s Witwe & Sohn, Wien 1871 doi:/10.5962/bhl.title.3654
- Beiträge zur Ornithologie Südafrikas. A. Hölder, Wien 1882 doi:10.5962/bhl.title.66074
- Brasilische Säugethiere. A. Hölder, Wien 1883 doi:10.5962/bhl.title.8930
- Eine Studie über die Abstammung der Hunderassen In: Zoologische Jahrbücher : Abteilung für Systematik, Ökologie und Geographie der Tiere, 1, S. 225–240, 1886 PDF, Online
- Monographie der Pipridae oder Manakin-Vögel. Budapest 1887, doi:10.5962/bhl.title.49770